# Vårdförbundet

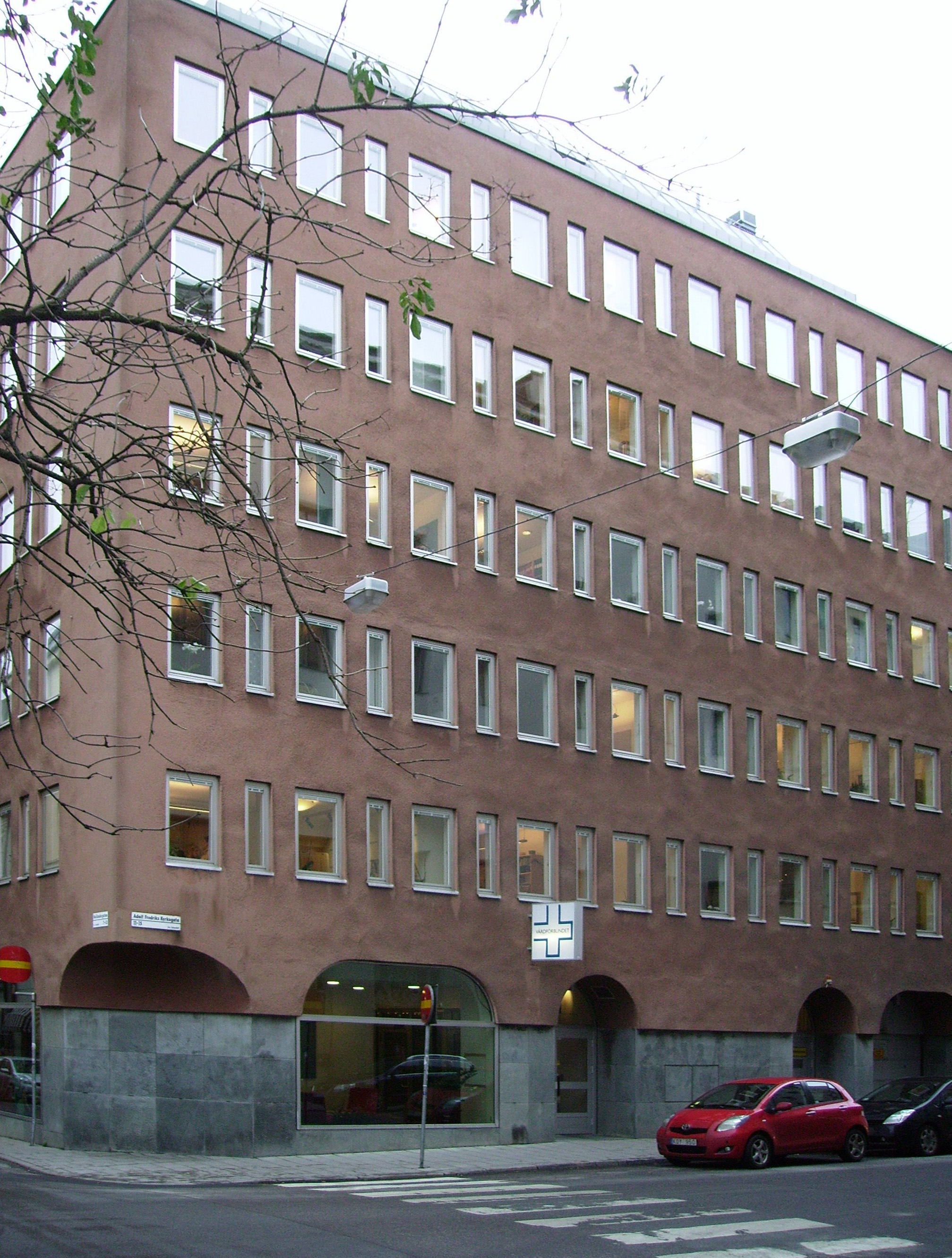
Vårdförbundets kontor på Adolf Fredriks kyrkogata 11 i Stockholm.

Vårdförbundet är ett partipolitiskt obundet fackförbund, anslutet till TCO, för legitimerade barnmorskor, biomedicinska analytiker, röntgensjuksköterskor och sjuksköterskor samt för studenter inom respektive utbildningar. Antalet medlemmar är cirka 114 000.
Ordförande för Vårdförbundet sedan 2011 är Sineva Ribeiro. Vårdfokus är Vårdförbundets medlemstidning (namnbyte från Vårdfacket i maj 2010).

## Historia
Svenska hälso- och sjukvårdens tjänstemannaförbund (SHSTF) bildades den 21 oktober 1976 genom en sammanslagning av Svensk sjuksköterskeförening (SSF), Svenska barnmorskeförbundet (SBF), Svenska laboratorieassistentföreningen (SLF) och Medicinsk-tekniska assistentföreningen (MAF).
1993 bytte SHSTF namn till Vårdförbundet SHSTF. Fyra år senare togs SHSTF bort och det blev Vårdförbundet.

## Förbundsordförande
- Gerd Zetterström Lagerwall (tf. 1976–1977)[1]
- Marianne Lundqvist (1977–1986)
- Inger Ohlsson Örtendahl (1986–1994)
- Eva Fernvall (1994–2005)[2]
- Anna-Karin Eklund (2005–2011)[3]
- Sineva Ribeiro (2011–)[4]

## Vårdstrejken 2008
I april 2008 gick Vårdförbundet ut i strejk för förbättrade löner. Det ansåg att dåvarande lönesättning var orimligt låg med tanke på det samhällsansvar de berörda har. Ett av kraven var en minimilön på 22.000 kr.
I slutet av maj kom Vårdförbundet överens med arbetsgivarna om nya löner.

## Löneutveckling
Vårdförbundets medlemmar har under många år haft en positivare löneutveckling än andra jämförbara yrkesgrupper. Man har gynnats av sifferlösa avtal i kombination med hög efterfrågan på bland annat sjuksköterskor, men med hög inflation och försämrad ekonomi i kommuner och regioner har utfallet blivit mindre.

## Sjuksköterskornas fackliga organisationsgrad
Åren 2017-2019 låg sjuksköterskornas fackliga organisationsgrad i intervallet 78-79 procent, varav i offentlig sektor (kommuner och regioner) 81-82 procent och i privat sektor 62-68 procent. Bland inrikes födda sjuksköterskor var organisationsgraden 79-81 procent och bland utrikes födda 61-74 procent. Åren 2001-2003 var cirka 90-92 procent av sjuksköterskorna fackligt anslutna.